# Manned Spaceflight Engineer Program
Le Manned Spaceflight Engineer Program est un programme de l'United States Air Force (USAF) de formation de militaires en tant que spécialistes de charge utile pour des missions du département de la Défense des États-Unis dans le cadre du programme de la navette spatiale américaine.
Parmi les militaires formés se trouvent notamment Gary Payton (STS-51-C) et William A. Pailes (STS-51-J). Plusieurs, comme Livingston L. Holder Jr. (en) ou Charles Edward Jones ne peuvent voler à la suite des annulations de missions qui suivent l'accident de la navette spatiale Challenger en janvier 1986.